# Sonja Gerhardt
Sonja Gerhardt (Berlino Ovest, 2 aprile 1989) è un'attrice tedesca.

## Filmografia parziale

### Cinema
- Sommer, regia di Mike Marzuk (2008)
- Le galline selvatiche e la vita (Die Wilden Hühner und das Leben), regia di Vivian Naefe (2008)
- Türkisch für Anfänger, regia di Bora Dagtekin (2012)
- Tape_13, regia di Axel Stein (2014)
- Dessau Dancers, regia di Jan Martin Scharf (2014)
- Heilstätten, regia di Michael David Pate (2018)
- Kalte Füße, regia di Wolfgang Groos (2018)
- Magic Kids - L'eclissi solare (Die Wolf-Gäng), regia di Tim Trageser (2020)
- I Grani di pepe e il tesoro degli abissi (Die Pfefferkörner und der Schatz der Tiefsee), regia di Christian Theede (2020)
- Jim Knopf und die Wilde 13, regia di Dennis Gansel (2020)

### Televisione
- Cuori tra le nuvole (Schmetterlinge im Bauch) - serie TV, 6 episodi (2006-2007)
- Vulcano (Vulkàn) - film TV (2009)
- Im Spessart sind die Geister los - film TV (2010)
- La lancia del destino (Die Jagd nach der heiligen Lanze) - film TV (2010)
- Tatort - serie TV, un episodio (2010)
- Doctor's Diary - Gli uomini sono la migliore medicina (Doctor's Diary - Männer sind die beste Medizin) - serie TV, un episodio (2011)
- La nave dei sogni (Das Traumschiff) - serie TV, un episodio (2011)
- Messaggio in bottiglia (Flaschenpost an meinen Mann) - film TV (2013)
- Deutschland 83 - miniserie TV, 8 episodi (2015)
- Una strada verso il domani - Ku'damm 56 (Ku'damm 56) - miniserie TV, 3 episodi (2016)
- Jack the Ripper - film TV (2016)
- Una strada verso il domani 2 - Ku'damm 59 (Ku'damm 59) - miniserie TV, 3 episodi (2018)
- Deutschland 86 - miniserie TV, 10 episodi (2018)
- Una strada verso il domani 3 - Ku'damm 63 (Ku'damm 63) - miniserie TV, 3 episodi (2021)
- Miracolo a Città del Capo (Das Wunder von Kapstadt) - film TV (2022)